# 黒田雄
黒田 雄（くろだ ゆう、1959年3月22日 - ）は、日本の政治家。
千葉市議会議員（1期）、千葉県議会議員（4期）、衆議院議員（1期）、自由党千葉県総支部連合会幹事長、衆議院厚生労働委員会理事、衆議院青少年問題に関する特別委員会理事、民主党千葉県総支部連合会代表代行などを歴任した。

## 来歴

### 生い立ち
千葉県千葉市花見川区畑町生まれ。1971年3月、千葉市立花園小学校卒業、1974年3月、千葉市立花園中学校卒業、1977年3月、千葉日本大学第一高等学校卒業、1981年3月、日本大学法学部法律学科卒業。大学卒業後、議員秘書を務めた。

### 千葉市議会、千葉県議会にて
1991年千葉市議会議員に当選。1期務めた後、1995年に千葉県議会議員選挙に出馬し、当選。以後4期連続当選した。この間、自由党千葉県連幹事長などを務める。2002年、自由党公認で第43回衆議院議員総選挙に出馬を表明するも、翌年の民由合併に伴い民主党の現職永田寿康が公認されたため出馬を断念。2006年、永田が「堀江メール問題」で議員辞職すると総支部長代行に就任。その後、2007年に総支部長に就任し正式に千葉2区からの出馬が決定する。

### 国会にて
2009年に行われた第45回衆議院議員総選挙では民主党公認で千葉2区から出馬し、初当選した。2009年7月21日、小沢一郎の政治団体「陸山会」より500万円の寄付を受けた。また、2010年9月民主党代表選挙では小沢に投票した。2011年6月2日の衆議院本会議で行われた菅内閣不信任決議案の採決では、党の反対方針に反して棄権した。民主党は6月13日の役員会で厳重注意処分とする方針を決定し、6月25日の常任幹事会で正式決定した。2012年の消費増税をめぐる政局では、6月26日の衆議院本会議で行われた消費増税法案の採決で、党の賛成方針に反して反対票を投じた。7月2日には山岡賢次らを介して離党届が提出された。民主党は7月3日の常任幹事会で離党届を受理せず除籍処分とする方針を決定し、7月9日の常任幹事会で正式決定した。
同年7月11日、国民の生活が第一結党に参加した。同年12月16日の第46回衆議院議員総選挙に日本未来の党公認で千葉2区から出馬するも、4位に終わり得票数を前回の5分の1に減らし比例復活もならず落選。2014年には第47回衆議院議員総選挙に生活の党公認で千葉2区から出馬に意欲を示していたものの、維新の党との競合を理由に出馬を断念した。その後、生活の党が「生活の党と山本太郎となかまたち」を経て「自由党」に党名変更後も、引き続き千葉県第二区総支部の総支部長を務めた。しかし、2017年の第48回衆議院議員総選挙では直前に起きた希望の党を巡る野党再編の混乱を受け、自由党は同選挙において公認候補者を擁立しないことを決定したため、出馬しなかった。
2020年5月、旧立憲民主党千葉2区支部長に就任した。その後、9月の新立憲民主党の結党に参加している。2021年10月31日、第49回衆議院議員総選挙に千葉2区から出馬するも落選。

## 不祥事
2004年、黒田が理事長を務める社会福祉法人「鳳雄会」の施設が、食材費を市価に平均45%も上乗せしていたほか、交際費に1ヶ月で約19万円支出するなど不適正な支出があったとして千葉市が開設準備金の返還などを求める改善勧告を行った。